# 萊辛巴赫瀑布

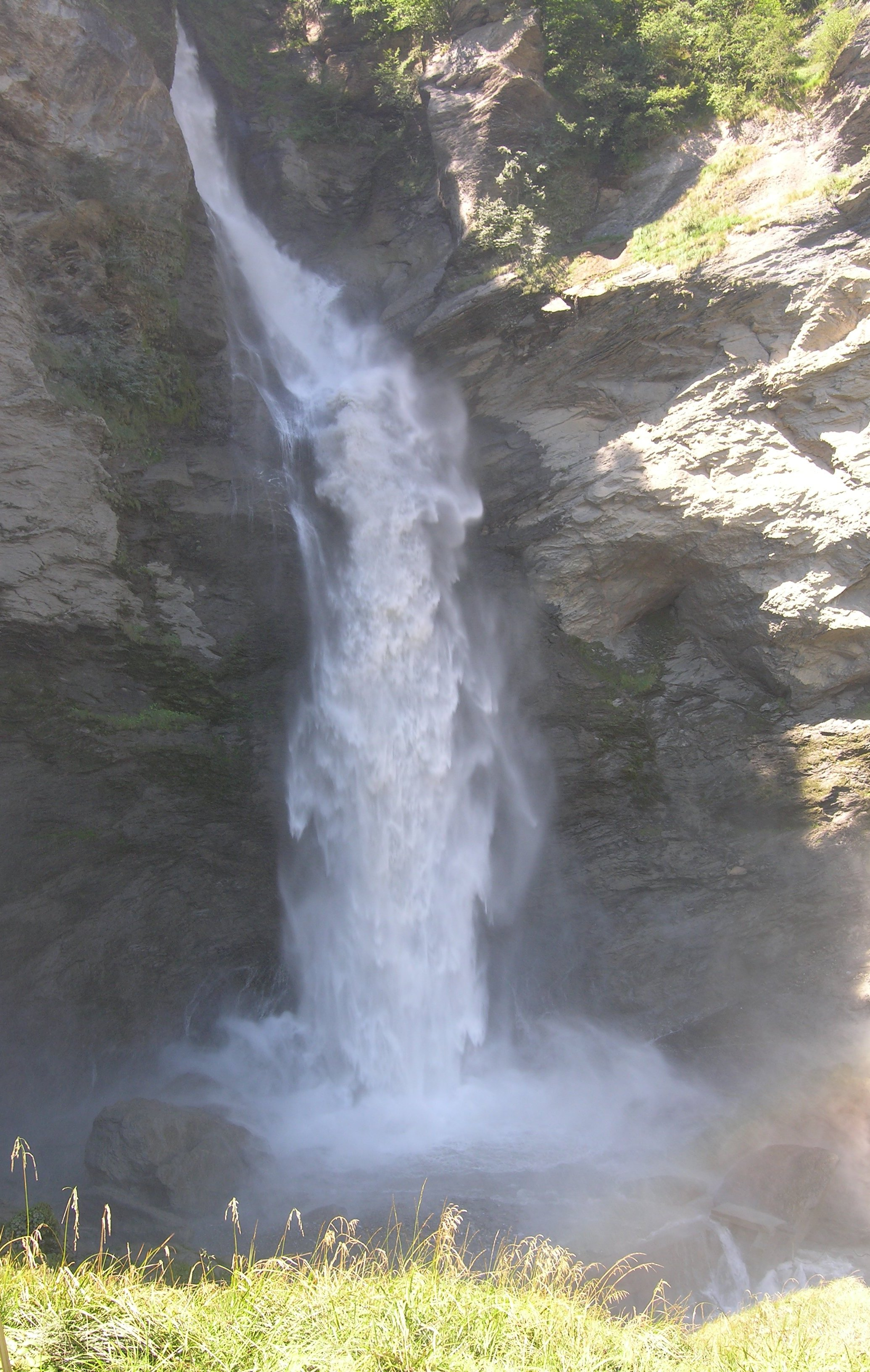
赖兴巴赫瀑布

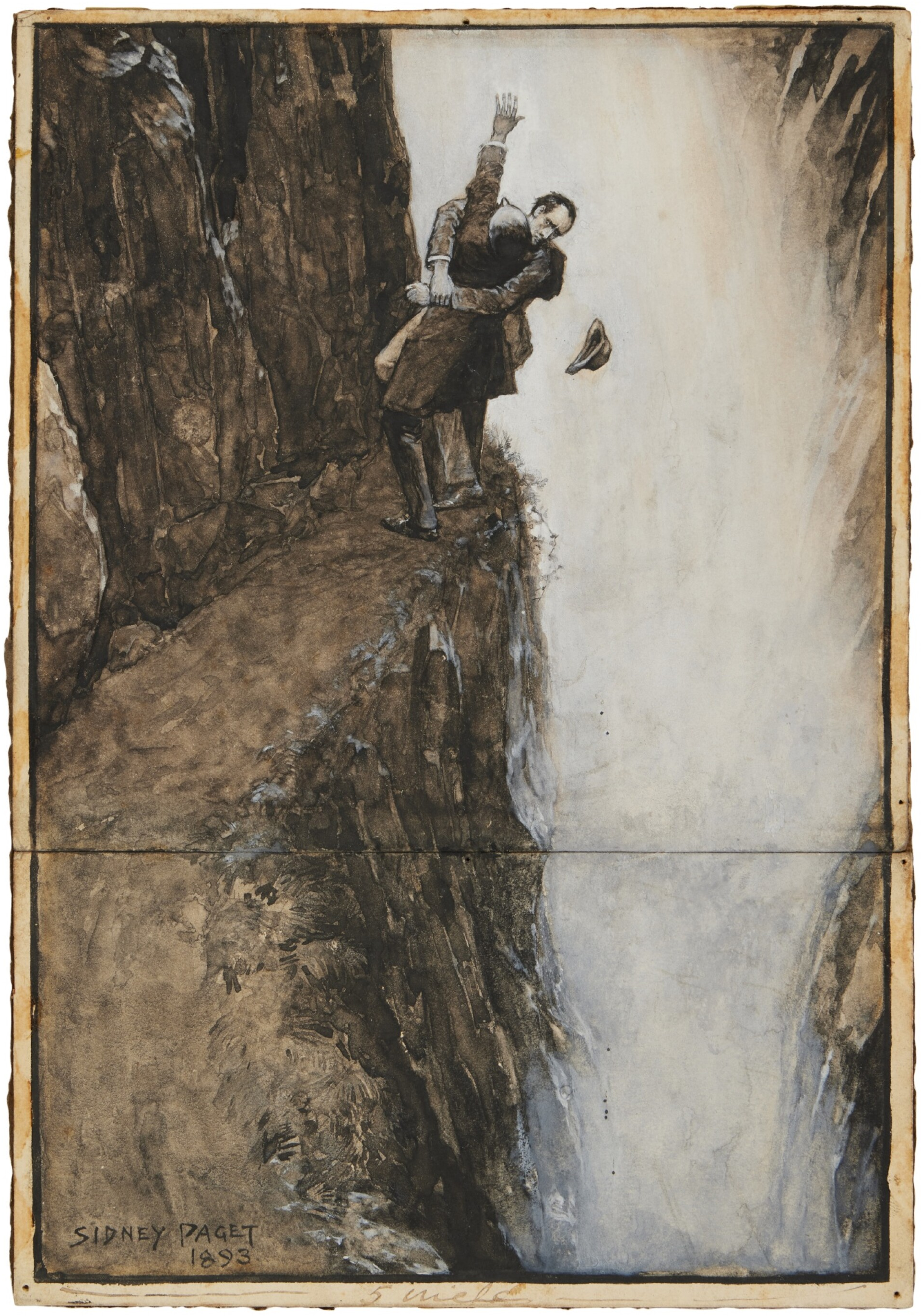
萊辛巴赫瀑布的決鬥（原小說插圖）

萊辛巴赫瀑布（德語：Reichenbachfall），或意译作赖兴河瀑布，是瑞士中部的一個瀑布，落差約有250公尺。
在英國偵探小說《福爾摩斯探案》中，萊辛巴赫瀑布被設定為夏洛克·福爾摩斯與其宿敵詹姆斯·莫里亞蒂教授決鬥之處，兩人同掉落瀑布。（參見《最後一案》）

## 外部連結
- 倫敦福爾摩斯協會的照片
- Reichenbach Funiclar （页面存档备份，存于）
- "Reichenbach Falls", BBC Four Film & Drama （页面存档备份，存于）

46°42′49″N 8°10′59″E / 46.71361°N 8.18306°E